# Phymatoniscus propinquus
Phymatoniscus propinquus är en kräftdjursart som beskrevs av Carl1908. Phymatoniscus propinquus ingår i släktet Phymatoniscus och familjen Trichoniscidae. Inga underarter finns listade i Catalogue of Life.